# Relaciones Cuba-Tuvalu
Las relaciones Cuba-Tuvalu se refiere a las relaciones bilaterales entre Cuba y Tuvalu. Las relaciones entre Tuvalu y la República de Cuba son recientes, habiéndose desarrollado en la década de los años 2000 (década). Al igual que otros países en Oceanía, Tuvalu es un beneficiario de la medicina médica cubana; Las relaciones bilaterales entre Funafuti y La Habana deben ser vistas dentro del ámbito de la política regional cubana en Oceanía.

## Historia
En septiembre de 2008, el primer ministro [...] Apisai Ielemia] fue el primer dirigente tuvaluano que realizó una visita de Estado a Cuba, durante una primera reunión ministerial [...] de Cuba y Oceanía en La Habana . La reunión se centró en "fortalecer la cooperación en salud, deportes y educación", y Cuba prometió asistencia a los países insulares del Pacífico para hacer frente a los efectos del cambio climático. - Tuvalu y las Naciones Unidas, tema particularmente importante para Tuvalu. La Agencia de Noticias de Cuba informó que Ielemia había "agradecido a Cuba por su cooperación social y económica".
En junio de 2009, tres médicos cubanos proveían atención médica especializada en Tuvalu, uno de ellos llegó en octubre de 2008 y dos más en febrero de 2009. Prensa Latina informó que estos médicos habían "inaugurado una serie de nuevos servicios de salud en Tuvalu ". Según los informes, "habían asistido a 3.496 pacientes y habían salvado 53 vidas", habiendo "abierto servicios de ultrasonido y aborto, así como consultas especializadas sobre hipertensión, diabetes y enfermedades crónicas en niños". Habían visitado todas las islas del país y estaban entrenando personal local en "atención primaria de salud, y cómo tratar a pacientes gravemente enfermos, entre otros temas".